# ジャン＝ピエール・ラファラン
ジャン＝ピエール・ラファラン (フランス語：Jean-Pierre Raffarin、1948年8月3日 - ) は、フランスの政治家。ジャック・シラク政権で第17代フランス首相を歴任した。

## 来歴
1948年8月3日にポワチエに誕生する。父親は元農業副大臣であった。1995年5月18日から1997年6月2日まで中小企業・貿易・手工芸大臣を務めた。シラク大統領の指名を受け、2002年5月6日から首相を務めた。
名門グランゼコールの一つ、ESCP経営大学院の出身。卒業後は広告業界に身をおいていたが、ヴァレリー・ジスカール・デスタンの支持者として政治に関わるようになる。
プトレマイオス1世を尊敬しており、プトレマイオス1世やポール・バラスに似ているといわれている。
移民の受け入れに賛成しており、差別・右翼・共産主義に反対している。愛国心を持っているが、世界の協調を目指している。
就任当初は庶民派として人気が高かった。2005年5月31日に欧州憲法批准の国民投票で反対が半数を超えた事を受け、首相職を辞任した。
英語が苦手のようで、会見で「Win the Yes need the No to win against the No」というスピーチをし、有料チャンネルテレビ局カナル・プリュスの政治風刺人形劇「ギニョール」（les guignols de l'info）でネタにされた。
2013年から高松宮殿下記念世界文化賞国際顧問に就任した。